# 稲田駅 (北京市)
稲田駅（とうでんえき）とは、中華人民共和国北京市房山区に位置する北京地下鉄房山線の駅である。

## 歴史
- 2010年12月30日 - 開業。

## 駅構造

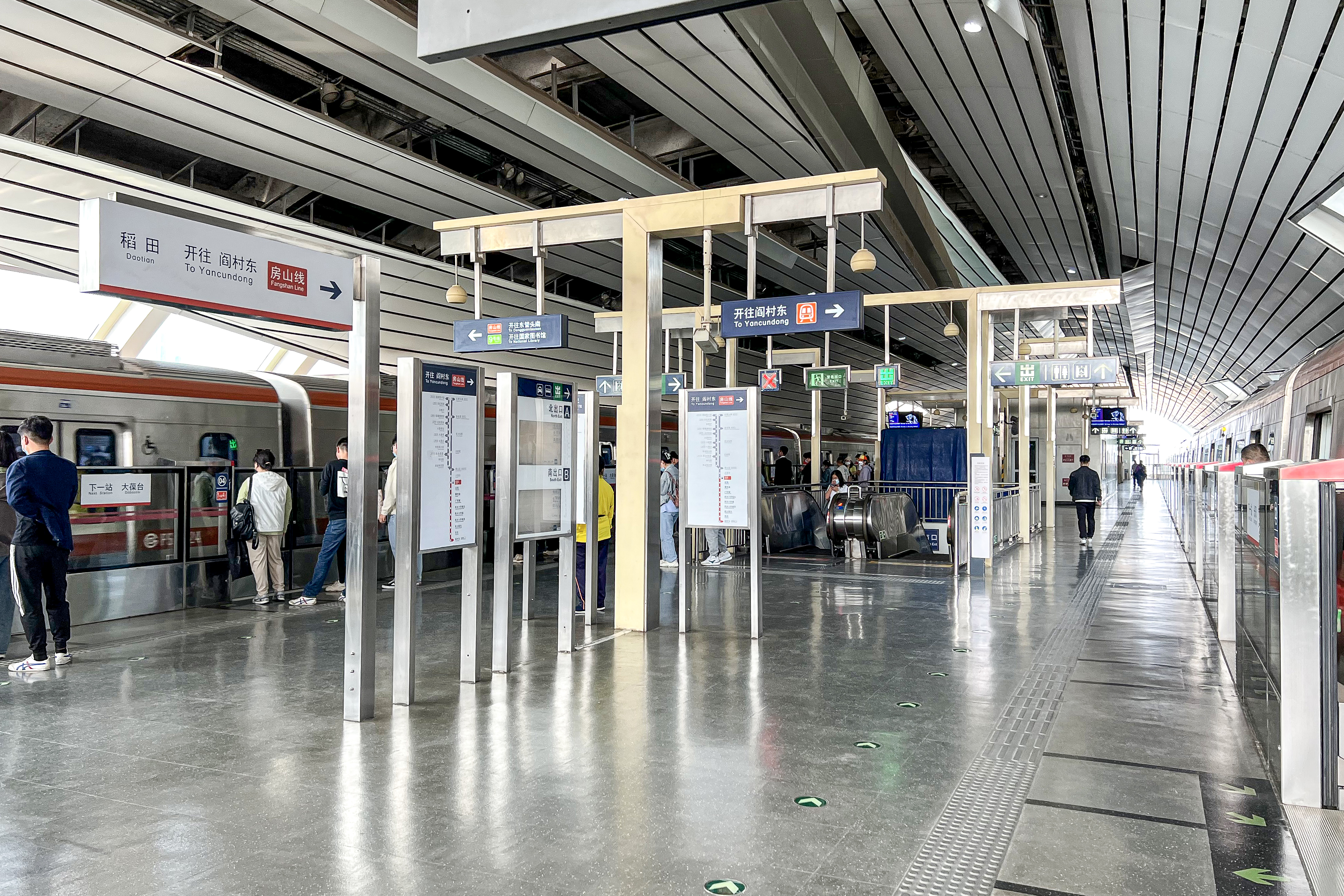
ホーム

島式ホーム1面2線を有する高架駅。

## 駅周辺
- 長韓路

## 隣の駅
北京地下鉄
■房山線
大葆台駅- 稲田駅 - 長陽駅